# Муравьи-бегунки

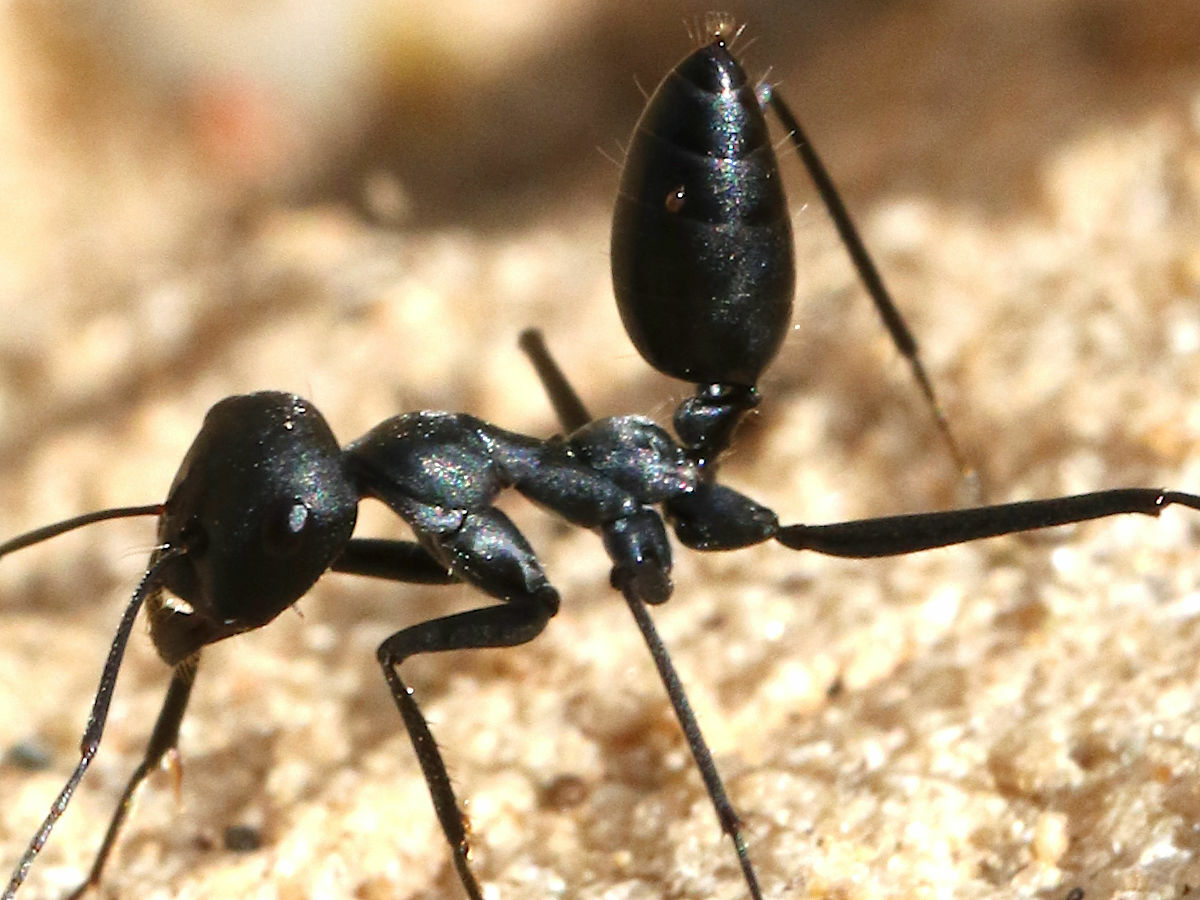
Cataglyphis nigra

Муравьи-бегунки (лат. Cataglyphis) — род муравьёв (Formicidae). Обитают в засушливых регионах Палеарктики, в пустынях и степях. Также известны как фаэтончики. Очень теплоустойчивые муравьи, которые выработали различные механизмы противодействия экстремальной жаре при добывании пищи: полиморфизм рабочих, физиологические и поведенческие адаптации. Скорость бега достигает полметра в секунду. Эти муравьи стали моделью для исследования навигации насекомых с помощью сложной визуальной ориентации.

## Распространение
Палеарктика (Северная Африка, южная Европа, Средняя и Центральная Азия). В пустыне Сахара встречается минимум 5 видов этого рода (Cataglyphis bicolor, Cataglyphis bombycina, Cataglyphis savigny, Cataglyphis mauritanicus и Cataglyphis fortis). Несколько видов проникают в ориентальный регион (Индия, Пакистан) и до 3700 метров в горах Азии.

## Описание
Ключевая группа муравьёв пустынь, полупустынь и степей Старого Света. Морфологически и физиологически адаптированы к жизни в аридных условиях, что позволяет им выживать даже в пустыне Сахара при температуре +50  °C. Известно 2 вида социальных паразита.
Основание новых семей Cataglyphis происходит как зависимым способом (почкование колоний: C. mauritanica, C. niger, C. cursor, C. floricola, C. hispanica), так и независимым способом (C. sabulosa, C. livida, C. bicolor).
У видов с обычными самками (имеют развитые крылья и крыловые мышцы) происходит брачный лёт половых особей. У видов с брахиптерными самками (крылья в значительной степени редуцированы, крыловых мышц нет) спаривание происходит внутри родительского гнезда, а расселяются они по земле, иногда в сопровождении рабочих (путём почкования колонии). К последней группе относятся C. tartessica, C. hispanica, C. velox, C. mauritanica, C. piliscapa, C. cretica. Некоторые виды с крылатыми самками (C. italica, C. hellenica) также могут использовать оба способа расселения (пеший и в полёте).
Пустынные муравьи Cataglyphis способны занять экологическую нишу, смертельную для многих других животных. Они фуражируют в самые жаркие часы дня и время года, не подвергаясь тепловому стрессу, в то время как большинство других групп насекомых и животных уходят в более прохладные убежища в течение большей части дня. Чтобы противостоять экстремальным условиям пустыни, муравьи рода Cataglyphis развили выдающиеся физиологические, морфологические и поведенческие адаптации. При этом наблюдается положительная корреляция между длиной ног и температурой среды обитания. Длинные ноги позволяют ходить с высокой скоростью, усиливая конвекцию воздуха и тем самым охлаждая тело во время бега. Прежде всего, быстрое и энергоэффективное передвижение имеет важное значение для сокращения теплового стресса во время походов за пищей и проживания в пустынных местообитаниях с дефицитом питательных веществ.
Скорость бега муравьёв достигает у C. bombycina 800 мм в секунду или до 108 длин тела в секунду, у C. fortis до 600 мм в секунду, у C. bicolor до 80 длин тела в секунду (около 500 мм в секунду).

## Классификация
Род Cataglyphis относится к трибе Formicini вместе с близкими к нему родами Alloformica, Bajcaridris, Formica, Polyergus, Proformica, Protoformica и Rossomyrmex.
В 1990 году было выделено 9 групп видов (Agosti, 1990). В 1997 году из группы pallidus была выделена группа emeryi:
- группа Cataglyphis albicans — около 20 видов
  - комплекс Cataglyphis albicans
  - комплекс Cataglyphis cinnamomeus
  - комплекс Cataglyphis livida
  - комплекс Cataglyphis viaticoides
- группа Cataglyphis altisquamis — около 15 видов
  - комплекс Cataglyphis altisquamis
  - комплекс Cataglyphis foreli
  - комплекс Cataglyphis kurdistanicus
- группа Cataglyphis bicolor — около 20 видов
  - комплекс Cataglyphis bicolor
  - комплекс Cataglyphis diehli
  - комплекс Cataglyphis niger
  - комплекс Cataglyphis nodus
  - комплекс Cataglyphis setipes
- группа Cataglyphis bombycinus — 3 вида
  - комплекс Cataglyphis bombycinus
  - комплекс Cataglyphis sabulosus
- группа Cataglyphis cursor — около 10 видов
  - комплекс Cataglyphis cursor
  - комплекс Cataglyphis frigidus
- группа Cataglyphis emeryi — 1 вид
- группа Cataglyphis emmae
- группа Cataglyphis nigripes — 1 вид
- группа Cataglyphis pallidus — 1 вид
- группа Cataglyphis urens

## Виды
В мировой фауне около 80 видов. В фауне России — 3 вида:
- Cataglyphis aphrodite Salata et al., 2023[23]
- Cataglyphis abyssinicus (Forel, 1904)
- Cataglyphis adenensis (Forel, 1904)
- Cataglyphis aenescens (Nylander, 1849)
- Cataglyphis albicans (Roger, 1859)
- Cataglyphis alibabae Pisarski, 1965
- Cataglyphis altisquamis (Andre, 1881)
- Cataglyphis arenaria Finzi, 1940
- Cataglyphis argentata (Radoszkowsky, 1876)
- Cataglyphis asiriensis Collingwood, 1985
- Cataglyphis aurata Menozzi, 1932
- Cataglyphis bazoftensis Khalili-Moghadam et al., 2021
- Cataglyphis bicolor (Fabricius, 1793) — Фаэтончик красный — Сахара (Sahara Desert ant)
- Cataglyphis bicoloripes Walker, 1871
- Cataglyphis bombycina (Roger, 1859) — Сахара
- Cataglyphis cana Santschi, 1925
- Cataglyphis chionistrae Salata et al., 2023[23]
- Cataglyphis cinnamomeus (Karavaiev, 1910) — Блестящий фаэтончик
- Cataglyphis constrictus (Mayr, 1868)
- Cataglyphis cugiai Menozzi, 1939
- Cataglyphis cursor (Fonscolombe, 1846)
- Cataglyphis dejdaranensis Khalili-Moghadam et al., 2021
- Cataglyphis diehlii (Forel, 1902)
- Cataglyphis elegantissimus Arnol’di, 1968
- Cataglyphis emeryi (Karavaiev, 1910) — Малый бегунок
- Cataglyphis emmae (Forel, 1909)[10]
- Cataglyphis fici Salata, 2021[24]
- Cataglyphis floricola Tinaut, 1993
- Cataglyphis foreli (Ruzsky, 1903) — Большой бегунок
- Cataglyphis fortis (Forel, 1902) — Сахара
- Cataglyphis frigidus (Andre, 1881)
- Cataglyphis fritillariae Khalili-Moghadam et al., 2021
- Cataglyphis gaetulus Santschi, 1929
- Cataglyphis gracilens Santschi, 1929
- Cataglyphis hannae Agosti, 1994 — Тунис
- Cataglyphis hellenicus (Forel, 1886)
- Cataglyphis hispanicus (Emery, 1906)
- Cataglyphis humeya Tinaut, 1991
- Cataglyphis ibericus (Emery, 1906)
- Cataglyphis indicus Pisarski, 1961
- Cataglyphis isis (Forel, 1913)
- Cataglyphis italicus (Emery, 1906)
- Cataglyphis karakalensis Arnol’di, 1964
- Cataglyphis kurdistanicus Pisarski, 1965
- Cataglyphis laevior Santschi, 1929
- Cataglyphis livida (Andre, 1881)
- Cataglyphis longipedem (Eichwald, 1841)
- Cataglyphis lucasi (Emery, 1898)
- Cataglyphis lunaticus Baroni Urbani, 1969
- Cataglyphis lutea Pisarski, 1967
- Cataglyphis machmal Radchenko & Arakelian, 1991
- Cataglyphis mauritanicus (Emery, 1906) — Сахара
- Cataglyphis minimus Collingwood, 1985
- Cataglyphis nigra (Andre, 1881)
  - = Myrmecocystus viaticus var. niger André, 1881
  - = Cataglyphis niger (Andre, 1881)
- Cataglyphis nigripes Arnol’di, 1964
- Cataglyphis nodus (Brulle, 1832)
- Cataglyphis otini Santschi, 1929
- Cataglyphis oxianus Arnol’di, 1964
- Cataglyphis pallidus Mayr, 1877 — Бледный бегунок
- Cataglyphis piliger Arnol’di, 1964
- Cataglyphis piliscapus (Forel, 1901)
- Cataglyphis pubescens Radchenko and Paknia, 2010[25]
- Cataglyphis rosenhaueri Santschi, 1925
- Cataglyphis ruber (Forel, 1903)
- Cataglyphis sabulosus Kugler, 1981
- Cataglyphis saharae Santschi, 1929
- Cataglyphis savignyi (Dufour, 1862) — Сахара
- Cataglyphis semitonsus Santschi, 1929
- Cataglyphis setipes (Forel, 1894) — Щетинистоногий фаэтончик[26]
- Cataglyphis stigmatus Radchenko and Paknia, 2010[25]
- Cataglyphis takyrica Dlussky, 1990
- Cataglyphis theryi Santschi, 1921
- Cataglyphis urens Collingwood, 1985
- Cataglyphis velox Santschi, 1929
- Cataglyphis viaticoides (Andre, 1881)
- Cataglyphis viatica (Fabricius, 1787)
- Cataglyphis zakharovi Radchenko, 1997[27]

## Охранный статус
Один их вид занесён в Красный список угрожаемых видов МСОП (The IUCN Red List of Threatened Species) в категорию уязвимые виды (VU):
 Cataglyphis hannae — уязвимый.